# 肯特郡 (歷史郡)
肯特郡是英格蘭的一個歷史郡，目前為肯特郡。這個郡位於英國的東南部，從位於這個郡的城市多佛尔跨海到法國一共有21英里。歷史上，肯特郡首府為坎特伯雷，一共與萨塞克斯郡，米德塞克斯郡，薩里郡和埃塞克斯郡接壤。面積為1,611平方英里。
亨吉斯特與霍薩在盎格魯-撒克遜人入侵時在此成為了國王。

## 地理
肯特郡位於51°14′56″N 0°40′28″W / 51.24889°N 0.67444°W。

## 外部連結
- Anglo-Saxon Kent Electronic Database (ASKED) （页面存档备份，存于）